# Can't Stop the Music
Can't Stop the Music es el sexto álbum de estudio de la agrupación estadounidense Village People, publicado en 1980. El álbum sirvió como banda sonora de la película del mismo nombre. Aunque el filme fue un fracaso comercial, el álbum logró la posición n.º 9 en las listas de éxitos británicas, la No. 47 en la lista Billboard 200 de los Estados Unidos y la posición n.º 1 en Australia.

## Lista de canciones
1. "Can't Stop the Music" - 3:40
2. "Samantha" (David London) - 3:15
3. "Give Me a Break" (The Ritchie Family) - 3:30
4. "Liberation" - 3:34
5. "Magic Night" - 3:24
6. "The Sound of the City" (David London) - 4:32
7. "Milkshake" - 2:55
8. "Y.M.C.A." - 3:23
9. "I Love You to Death" - 3:04
10. "Sophistication" (The Ritchie Family) - 3:50